# Athanasia flexuosa
Athanasia flexuosa là một loài thực vật có hoa trong họ Cúc. Loài này được Thunb. mô tả khoa học đầu tiên năm 1800.